# Tupoljev Tu-95
Tupolev Tu-95 (rusko Туполев Ту–95; NATO ime: Bear - Medved) je velik štirimotorni turbopropelerski strateški bombnik sovjetskega izvora. Prvi let je bil leta 1952. V uporabi naj bi bil vsaj do leta 2040, kot njegov ameriški tekmec Boeing B-52 Stratofortress. Zgradili so tudi mornariško verzijo, imenovano Tu-142.
Letalo ima štiri turbopropelerske motorje Kuznetsov NK-12, z 15.000 KM so najmočnejši te vrste na svetu. Izdelali so jih v konstrukcijskem biroju Kuznetsov OKB s pomočjo ugrabljenih nemških inženirjev pod vodstvom Ferdinanda Brandnerja. Vsak motor ima dva kontrarotirajoča se propelerja, katerih konica preseže hitrost zvoka. Tu-95 naj bi bil najglasnejše vojaško letalo na svetu. Civilna potniška verzija Tu-114 velja za najhitrejše turbopropelersko letalo na svetu.
Tu-95 je edini turbopropelerski bombnik na svetu. Velik naklon kril 35°, neobičajen za propelerska letala je potreben zaradi velike potovalne hitrosti. Letalo doseže skoraj enako hitrost kot reaktivni bombniki. Razlog za izbiro turbopropelerskih motorjev je v nizki porabi goriva in s tem velik doseg letala - okrog 15000 kilometrov, za primerjavo, reaktivno gnani Mjasiščev M-4 je imel skoraj polovični doseg 8100 kilometrov.
Slabost Tu-95 je, da ima izredno veliko radarsko sliko, da se ga zaznati precej prej kot reaktivna letala.

## Tehnične specifikacije (Tu-95MS)
Splošne značilnosti
- Posadka: 6–7; pilot, kopilot, inženir, komunikator, navigator, repni operater topa
- Dolžina: 46,2 m[3] (151 ft 6 in)
- Razpon kril: 50,10 m[3] (164 ft 5 in)
- Višina: 12,12 m (39 ft 9 in)
- Površina kril: 310 m² (3.330 ft²)
- Prazna teža: 90.000 kg (198.000 lb)
- Naložena teža: 171.000 kg (376.200 lb)
- Maks. vzletna teža: 188.000 kg (414.500 lb)
- Motorji: 4 × Kuznetsov NK-12M turbopropelerski motorji, 11.000 kW (14.800 KM) vsak
- Sposobnosti:
- Največja hitrost: 920 km/h (510 vozlov, 575 mph)
- Dolet: 15.000 km (8.100 nmi, 9,400 mi) brez prečrpavanja
- Višina leta: 13.716 m (45.000 ft)
- Hitrost vzpenjanja: 10 m/s (2.000 ft/min)
- Obremenitev kril: 606 kg/m² (124 lb/ft²)
- Razmerje moč/masa: 235 W/kg (0,143 hp/lb)
- Orožje
- Radarsko vodene strojnice: 1 ali 2 × 23 mm AM-23 topa v repu
- Rakete: do 15.000 kg (33.000 lb), Raduga H-20, H-22, H-26, in H-55/101/102 rakete zrak-zemlja